# Сикар, Пьер
Пьер Сикар (фр. Pierre Sicard; 1770—1807) — французский военный деятель, полковник (1800 год), участник революционных и наполеоновских войн.

## Биография
Пьер Сикар родился в Монтольё семье купца Жана Сикара (фр. Jean Sicard). Начал свою службу волонтёром от департамента Од в 1792 году. 1 сентября 1793 года был произведён в капитаны, 18 июня 1794 года – в командиры батальона, однако данное производство не было подтверждено. С 1793 по1795 годы служил в Армии Восточных Пиренеев. 22 июля 1795 года вернулся домой. Восстановлен на службе в звании полковника штаба 18 января 1800 года. С 29 сентября 1801 года выполнял функцию адъютанта генерала Ожеро. 8 декабря 1803 года получил звание полковника. Служил в лагере Брест, затем Байонны, входивших в Армию Берегов Океана. С 29 августа 1805 года сражался в рядах 7-го армейского корпуса Великой Армии. 8 февраля 1807 года ранен в сражении при Эйлау. С 5 мая 1807 года и до своей гибели был начальником штаба 2-й пехотной дивизии генерала Вердье резервного корпуса Ланна. Сикар был смертельно ранен 10 июня в кровопролитном сражении при Гейльсберге, и через семь дней умер в Морунгене.

## Награды
Легионер ордена Почётного легиона (11 декабря 1803 года)
 Офицер ордена Почётного легиона (14 июня 1804 года)